# جاك جونز
جاك جونز (بالإنجليزية: Jack Jones) (و. 1938 – م) هو مغني، وممثل، وممثل تلفزيوني، من الولايات المتحدة الأمريكية، ولد في لوس أنجلوس.

## وصلات خارجية
- جاك جونز على موقع IMDb (الإنجليزية)
- جاك جونز على موقع ألو سيني (الفرنسية)
- جاك جونز على موقع ميوزك برينز (الإنجليزية)
- جاك جونز على موقع أول موفي (الإنجليزية)
- جاك جونز على موقع قاعدة بيانات الأفلام السويدية (السويدية)
- جاك جونز على موقع إن إن دي بي (الإنجليزية)
- جاك جونز على موقع أول ميوزيك (الإنجليزية)
- جاك جونز على موقع ديسكوغز (الإنجليزية)
- جاك جونز على موقع قاعدة بيانات الفيلم (الإنجليزية)
- جاك جونز على موقع كينوبويسك (الروسية)